# IŻ 2126
IŻ-2126 Oda (ros. ИЖ-2126 «Ода»), początkowo znany jako IŻ Orbita – samochód osobowy produkowany przez radzieckie, później rosyjskie Iżewskie Zakłady Samochodowe w latach 1991-2005.

## Historia

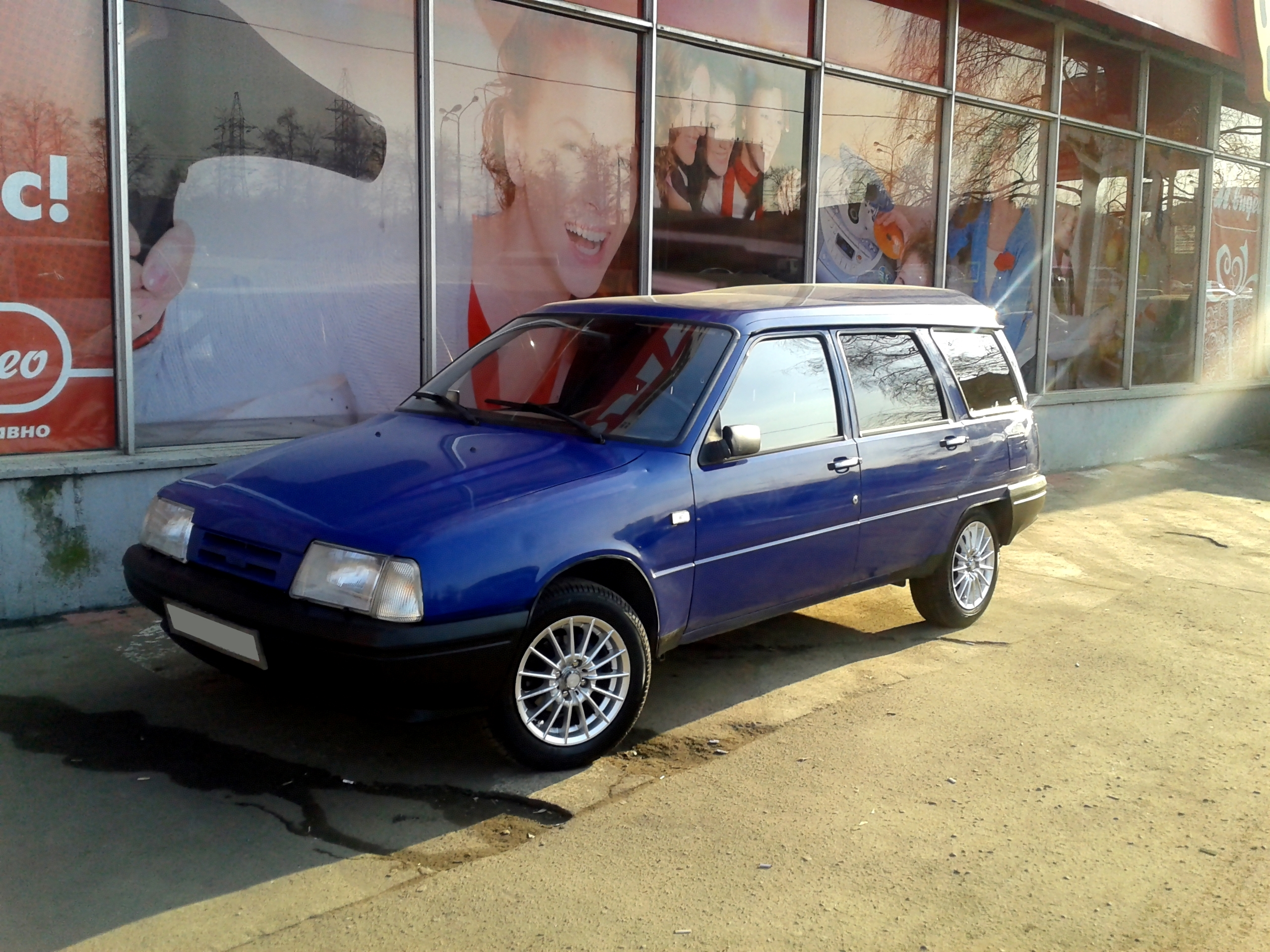
IŻ-21261

W 1975 roku konstruktorzy Iżewskich Zakładów Samochodowych otrzymali od władz przemysłu motoryzacyjnego zadanie skonstruowanie nowego samochodu o klasycznym układzie napędowym, z nowoczesnym nadwoziem hatchback, w celu podtrzymania eksportu. Konstruktorzy zdecydowali przesunąć umieszczony podłużnie silnik i skrzynię biegów w prawo, uzyskując więcej miejsca na pedały kierowania. Starano się także poszerzyć wnętrze samochodu. Dzięki temu, przy zewnętrznych gabarytach zbliżonych do starego Moskwicza 412, znacząco zwiększyła się ilość miejsca we wnętrzu. Samochód otrzymał pięciodrzwiowe nadwozie hatchback. W 1977 roku powstały pierwsze prototypy, oznaczone IŻ-T. W toku dalszego rozwoju prototypów, pod koniec lat 70. projekt otrzymał nazwę Orbita.
Doprowadzenie samochodu do produkcji i usunięcie wszystkich braków (jak głośna praca reduktora przekładni głównej) zajęły długo czasu. W 1984 prototyp serii IŻ-O4 przeszedł badania państwowe i był rekomendowany do produkcji. Niespodziewanie jednak na los samochodu wpłynęła śmierć protektora zakładów w Iżewsku, Dmitrija Ustinowa w grudniu tego roku, która spowodowała zmniejszenie finansowania zakładów z budżetu i konieczność wprowadzenia zmian w celu potanienia wdrożenia do produkcji. Między innymi, samochód otrzymał reflektory ujednolicone z WAZ-2108. W 1987 roku opracowano uproszczone prototypy serii IŻ-O5. Kryzys ekonomiczny powodował trudności w finansowaniu wdrożenia samochodu, a dopiero na początku lat 90. zakład otrzymał pieniądze na nowy kompleks spawalniczy. Trudne lata fabryka IŻ mogła przetrwać jedynie dzięki samochodom dostawczym serii IŻ-2715. W efekcie, kiedy rozpoczęto produkcję samochodu na większą skalę, był on już od kilku lat przestarzałą konstrukcją. 
W 1991 roku rozpoczęto małoseryjny montaż samochodów, z których część, czasami niekompletnych, była sprzedawana pracownikom zakładów. Do początku 1995 roku wyprodukowano ich około 1000. Dopiero około 1997 roku ruszyła produkcja na większą skalę. Zaszła jednak konieczność zmiany nazwy samochodu, gdyż okazało się, że nazwa "Orbit" została zastrzeżona przez firmę Ital Design, wobec czego zmieniono nazwę samochodu na Oda. Produkcję zakończono w 2005 roku.